# Ambula
Ambula este un sat din comuna Ulcinj, Muntenegru. Conform datelor de la recensământul din 2003, localitatea are 31 de locuitori (la recensământul din 1991 erau 56 de locuitori).

## Demografie
În satul Ambula locuiesc 30 de persoane adulte, iar vârsta medie a populației este de 48,7 de ani (45,0 la bărbați și 52,1 la femei). În localitate sunt 9 gospodării, iar numărul mediu de membri în gospodărie este de 3,44.
|  |

| Demografie | Demografie | Demografie |
| An         | Locuitori  | Locuitori  |
| ---------- | ---------- | ---------- |
|            |            |            |
|            |            |            |
|            |            |            |
|            |            |            |
| 1948       | 108        |            |
| 1953       | 135        |            |
| 1961       | 172        |            |
| 1971       | 196        |            |
| 1981       | 168        |            |
| 1991       | 56         | 55         |
| 2003       | 195        | 31         |

| \| Componența etnică conform recensământului din 2003[2] \| Componența etnică conform recensământului din 2003[2] \| Componența etnică conform recensământului din 2003[2] \| Componența etnică conform recensământului din 2003[2] \| Componența etnică conform recensământului din 2003[2] \| \| ----------------------------------------------------- \| ----------------------------------------------------- \| ----------------------------------------------------- \| ----------------------------------------------------- \| ----------------------------------------------------- \| \| \| \| \| \| \| \| Albanezi \| Albanezi \| \| 28 \| 90,32% \| \| Sârbi \| Sârbi \| \| 1 \| 3,22% \| \| necunoscută \| necunoscută \| \| 0 \| 0% \| |             |  |    |        |
| Componența etnică conform recensământului din 2003 |             |  |    |        |
| |             |  |    |        |
| Albanezi | Albanezi    |  | 28 | 90,32% |
| Sârbi | Sârbi       |  | 1  | 3,22%  |
| necunoscută | necunoscută |  | 0  | 0%     |